# Castelldefesta
La Castelldefesta és una festa universitària celebrada anualment des de 2003. Té lloc al Campus del Baix Llobregat de la Universitat Politècnica de Catalunya, a Castelldefels. El caràcter de la festa ha anat canviat durant els anys, i s'ha acabat consolidant com la festa major del campus de Castelldefels. Actualment, el format inclou tornejos esportius, una cursa, un dinar popular, actuacions musicals, DJ i la gimcana coneguda com a agrònom de ferro, l'activitat estrella de la festa.
Aquesta jornada és organitzada a càrrec de l'Associació Cultural Castelldefesta, associació sense ànim de lucre que s'encarrega de dur a terme activitats lúdiques i de dinamització al campus del CBL. Hi col·laboren l'Ajuntament de Castelldefels i la societat gestora de l'espai on està ubicat el campus de la UPC: el PMT.
Hi participen estudiants de les facultats del campus (l'Escola d'Enginyeria de Telecomunicació i Aeroespacial de Castelldefels i l'Escola d'Enginyeria Agroalimentària i de Biosistemes de Barcelona), personal d'administració i serveis de la universitat, professorat i investigadors de les facultats i treballadors de les empreses que conformen el PMT.
| Any  | Data           | Assistència | Notes |
| ---- | -------------- | ----------- | --- |
| 2003 | 11 d'abril     | -           | Se celebra la primera edició de la Castelldefesta, arran del trasllat de l'EUPBL al Campus de Castelldefels, sota el nom d'EPSC. |
| 2004 | -              | -           | - |
| 2005 | 29 d'abril     | -           | S'introdueix la gimcana coneguda amb el nom d'"Agrònom de Ferro".                                                                |
| 2006 | 27 d'abril     | -           | - |
| 2007 | 25 d'abril     | -           | Actuacions musicals de grups com Strombers i Baratos                                                                             |
| 2008 | 7 de maig      | -           | Actuació musical de La Pegatina.                                                                                                 |
| 2009 | 6 de maig      | 547         | Es projecta el partit de Champions Barça vs. Chelsea, que se celebra ell mateix dia de la festa.                                 |
| 2010 | 12 de maig     | 635         | S'introdueix una nova activitat: un toro mecànic.                                                                                |
| 2011 | 11 de maig     | 582         | - |
| 2012 | 9 de maig      | -           | S'introdueix una nova activitat: un tast de vins. També s'hi fa un concurs de truites.                                           |
| 2013 | 9 de maig      | -           | Se celebra per primer cop la “Cursa Castelldefesta”.                                                                             |
| 2014 | 7 de maig      | -           | Durant aquesta edició s'hi celebra un concurs de DJ.                                                                             |
| 2015 | 13 de maig     | -           | Per primer cop es compta amb el suport dels castellers del campus: els Grillats del CBL.                                         |
| 2016 | 11 de maig     | -           | - |
| 2017 | 10 de maig     | -           | Durant aquesta edició s'hi celebra un concurs de talents.                                                                        |
| 2018 | 9 de maig      | -           | - |
| 2019 | 7 de maig      | -           | S'introdueixen Food Trucks pel dinar i el servei de barra obre durant tot el dia.                                                |
| 2020 | 6 de maig      | -           | Edició cancel·lada per la pandèmia de la COVID-19.                                                                               |
| 2023 | 9 i 10 de maig | -           | Primera edició que se celebra amb doble jornada.                                                                                 |
| 2024 | 9 de maig      | -           | |